# Каримов, Нарбой Ганиевич
Нарбой Ганиевич Каримов (1967 г., Бахмальский район, Жиззахская область) — доктор экономических наук, профессор Ташкентского Государственного Экономического университета.

## Биография
Родился 1967 году в Бахмальском районе Жиззахской области.
В 1987—1991 годах учился в Ташкентском институте народного хозяйства. В 1992—1995 годах окончил аспирантуру в Ташкентском финансовом институте, до 2005 года работал старшим преподавателем, заведующим кафедрой и деканом факультета.
В 1998 году он успешно защитил кандидатскую диссертацию на тему «Иностранные инвестиции в экономику Узбекистана и их финансовое обеспечение», в 2007 году докторскую диссертацию на тему: «Проблемы внедрения рыночных механизмов финансирования инвестиций в условиях экономической интеграции» по специальности — «Финансы, денежное обращение и кредит».
С 2005 года по 2011 год занимал должности директора Ташкентского банковского коллежа, начальником управления подбора и управления управленческими и педагогическими кадрами и управления профессиональных колледжей Министерства высшего образования Республики Узбекистан.
C 2017 года — начальник отдела контроля качества образования Ташкентского государственного экономического университета.
Член научного совета Банковско-финансовой академии Республики Узбекистан и Ташкентского государственного экономического университета.
Автор более 80 научных статей и брошюр, более 20 учебных пособий. Особое внимание уделяет совершенствованию своих профессиональных навыков. Проходил стажировки в Германии, Южной Корее, России, Малайзии, Швейцарии, Китае. Руководит научной работой около 20 исследователей.

## Труды
- Бухгалтерский учёт и операционная техника в коммерческих банках
- Современная система противодействия отмыванию преступных доходов и финансированию терроризма
- Экономическая безопасность
- Банковское кредитование инвестиционных проектов
- Развитие лизинговых услуг в Узбекистане
- Бизнес — диагностика деятельности субъектов предпринимательства на основе бизнес-риска
- Организация венчурного финансирования инновационных технологий